# Struthanthus lehmannii
Struthanthus lehmannii là một loài thực vật có hoa trong họ Loranthaceae. Loài này được Engl. miêu tả khoa học đầu tiên.